# مونتي غراندي (مدينة)
مونتي غراندي (بالإسبانية: Monte Grande)‏ هي منطقة سكنية تقع في الأرجنتين في Esteban Echeverría Partido. يقدر عدد سكانها بـ 1,644 نسمة وترتفع عن سطح البحر 17 متر.

## أعلام
- أرييل راميريز
- إميليانو أرمينتيروس
- جونزالو باسيلي
- فلورنسيا دي لا في